# Florencio Varela
Florencio Varela, também chamada de San Juan Bautista, é uma cidade da Argentina, localizada na província de Buenos Aires, situada na área metropolitana de Gran Buenos Aires.

## Nome
O nome da cidade se deve ao escritor e jornalista Florencio Varela. Em sua juventude ele era um poeta, creditado com várias composições e uma obra dramática. Ele serviu como diplomata em favor dos interesses unitários no exílio lutando contra o governo de Juan Manuel de Rosas, e morreu em Montevidéu em 1848.
1. ↑  Basta, Angel Jose; Suarez, Ramon Cesar. «Historia de Florencio Varela». Mi Ciudad en Línea. Consultado em 20 de janeiro de 2022